# Simmersfeld
Simmersfeld település Németországban, azon belül Baden-Württembergben. Lakosainak száma 2226 fő (2023. december 31.). Simmersfeld Enzklösterle, Seewald, Grömbach, Altensteig, Neuweiler és Bad Wildbad községekkel határos.

## Népesség
A település népessége az elmúlt években az alábbi módon változott:
| Lakosok száma | 1502 | 1613 | 1676 | 1691 | 1734 | 2183 | 2132 | 2196 | 2077 | 2226 |
|               | 1961 | 1967 | 1974 | 1980 | 1987 | 1993 | 2000 | 2006 | 2013 | 2023 |